# من باید برم، خیلی دیرم شده
من باید برم، خیلی دیرم شده نمایشنامه‌ای نوشته محمد چرمشیر است، که بر اساس رمان خیابان بوتیک‌های تاریک نوشته پاتریک مودیانو نوشته‌است. داستان نمایشنامه دربارهٔ مردی است که دچار فراموشی شده و در میان خاطراتش گم می‌شود.

## اجراها
- ۱۳۸۳، کارگردان: محمد عاقبتی، بیست و سومین جشنواره تئاتر فجر[۲]
- ۱۳۸۴، کارگردان: محمد عاقبتی، کارگاه نمایش تئاتر شهر[۳]
- ۱۳۸۹، کارگردان: جلیله هیبتان، سالن استاد انتظامی، خانه هنرمندان (تلفیقی از تئاتر زنده و عروسکی)[۱][۴]